# Варганов, Иван Иванович
Ива́н Ива́нович Варга́нов (род. 1929) — советский бригадир и передовик производства в сельском хозяйстве. Герой Социалистического Труда (1949).

## Биография
Родился в 1929 году в деревне Корницы Бежецкого района Калининскoй области в крестьянской семье.
С 1941 по 1946 годы работал рядовым колхозником в полеводческой бригаде: вместе с женщинами засевал поле из лукошка, пахал и бороновал на быках. В 1946 году в 17-летнем возрасте возглавил полеводческую бригаду в местном колхозе «Труженик» в деревне Михайлова Гора.
В 1948 году по итогам работы бригада И. И. Варганова получила урожай волокна льна-долгунца 9,8 центнера, семян — 5,1 центнера с гектара на площади 8,3 гектара. 28 февраля 1949 года Указом Президиума Верховного Совета СССР «за получение высоких урожаев волокна и семян льна-долгунца при выполнении колхозами обязательных поставок и контрактации по всем видам сельскохозяйственной продукции, натуроплаты за работу МТС в 1948 году» Иван Иванович Варганов был удостоен звания Героя Социалистического Труда с вручением Ордена Ленина и золотой медали «Серп и Молот».
В последующие годы бригада И. И. Варганова продолжала стабильно получать высокие урожаи льна и зерновых до его выхода на заслуженный отдых. Проживал в родной деревне Корницы, после выхода на пенсию переехал в Ленинградскую область.

## Награды
- Медаль «Серп и Молот» (№3161 28.02.1949)
- Орден Ленина ((№89020 28.02.1949)[2]